# Crise néerlando-vénézuélienne de 1908

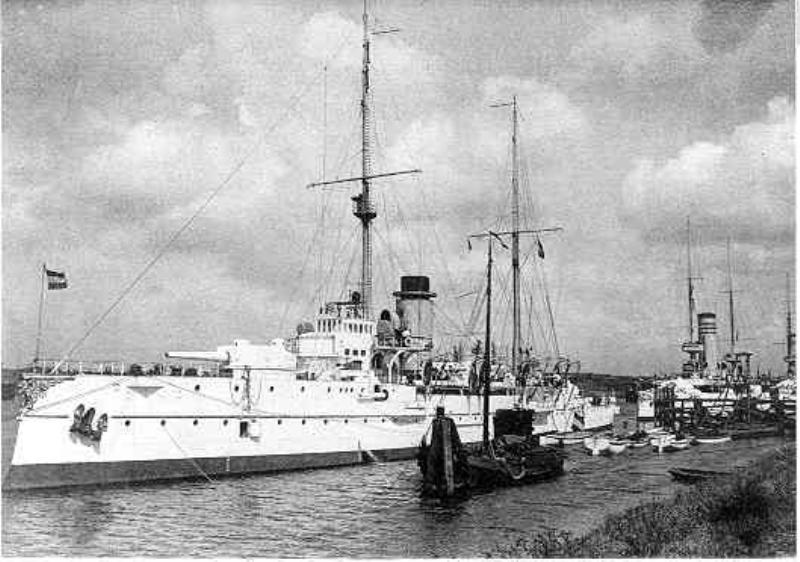
HNLMS Jacob van Heemskerck

La crise néerlando-vénézuélienne de 1908 a éclaté entre les Pays-Bas et le Venezuela après que le président vénézuélien, Cipriano Castro, a exercé un blocus économique l'île néerlandaise de Curaçao au motif qu'elle hébergeait des réfugiés politiques du Venezuela.
Le Venezuela a expulsé l'ambassadeur néerlandais, provoquant une réplique néerlandaise par l'envoi trois navires de guerre : le Jacob van Heemskerck, le HNLMS Gelderland, et le HNLMS Friesland. Les navires de guerre néerlandais avaient l'ordre d'intercepter tous les navires qui naviguaient sous pavillon vénézuélien. Le 12 décembre, Gelderland a capturé un navire des garde-côtes vénézuéliens au large de Puerto Cabello. Ce dernier ainsi qu'un autre navire ont été internés dans le port de Willemstad, capitale de Curaçao. Avec leur supériorité navale écrasante, les Hollandais ont imposé un blocus sur les ports du Venezuela.
Quelques jours plus tard, le président Castro est parti pour Berlin dans le but de subir une opération chirurgicale. En son absence, le vice-président Juan Vicente Gómez prend le pouvoir à Caracas et, le 19 décembre 1908, se proclame président et met fin au conflit avec les Pays-Bas.

## Source
- (en) Cet article est partiellement ou en totalité issu de l’article de Wikipédia en anglais intitulé « Dutch–Venezuelan crisis of 1908 » (voir la liste des auteurs).